# Krasiv, Mîkolaiiv
Krasiv (în ucraineană Красів, în germană Reichenbach) este localitatea de reședință a comunei Krasiv din raionul Mîkolaiiv, regiunea Liov, Ucraina. O parte a satului, numită Reichenbach, a fost locuită de germanii galițieni.

## Demografie
Componența lingvistică a localității Krasiv
     Ucraineană (100%)
Conform recensământului din 2001, toată populația localității Krasiv era vorbitoare de ucraineană (100%).